# Haemophilus Parasuis

## Introdução
A Haemophilus parasuis é uma espécie de bactéria do gênero Haemophilus,da família Pasteurellaceae, comumente encontrada nas mucosas respiratórias de suínos saudáveis. De acordo com SANTOS et al. (1998), quando os suínos estão sob altos níveis de estresse,por causa do seu transporte, troca de ambientes, estações do ano com temperatura baixa, que reduzem a imunidade desses animais os quais desenvolvem a Haemophilus parasuis. Suínos são afetados principalmente de 5 a 12 semanas de vida, os leitões são contaminados após pela porca após o nascimento, porém após o desmame os anticorpos maternos acabam e a doença se instala. Dessa forma, essa espécie tem grande importância pra suinocultura, na qual muitas vezes todo rebanho ou boa parte dele são acometidos por H. parasuis. Essas bactérias são pequenos bacilos (repetidamente também em morfologia de cocosbacilos) Gram Negativos, móveis, e esses micróbios não necessitam de oxigênio para se desenvolver, porém se estiver presente no meio, utilizam-se, por outro lado a presença de gás carbônico (5 a 10%) em meio de ágar chocolate é um fator de crescimento em cultivo para essa espécie.
Outrora, uma Patologia importante de acometimento de suínos jovens de grande relevância pro setor da suinocultura é a Polisserosite, Leptomeningite (doença de Glässer), causada pelo H. parasuis. A bactéria tem caráter invasor secundário em doenças como: o Pleurite, Pericardite, Meningite, lesões pulmonares nos bronquíolos e brônquios, ainda, animais infectados casualmente apresentam artrite ( OLIVEIRA e PIJOAN, 2002).

## Epidemiologia
Segundo Jurij Sobestiansky, pós-doutor e especialista em patologia clínica animal, o H. parasuis está amplamente distribuído no mundo, sendo um dos primeiros agentes a colonizar o aparelho respiratório superior de suínos sadios nas granjas. Nesse sentido, a imunidade natural do animal é fator fundamental para evitar que a bactéria invada os tecidos e cause doenças.
Ainda nesse viés, a maioria dos estudos epidemiológicos envolvendo a infecção por essa bactéria, são baseados em informações de sorotipagem, bem como seu diagnóstico. Desse modo, os sorotipos mais prevalentes entre os isolados no Brasil são 1,4,5 e 12 e alguns fatores como transporte, mudança de ambiente e baixas temperaturas são responsáveis pela queda da resistência e consequente desenvolvimento da doença

## Transmissão
O contágio se dá por contato entre portadores da enfermidade ou doentes com animais susceptíveis. Contudo, a junção de animais de origens distintas, como acontece no Brasil, sobretudo, no desmame ou final de creche, é considerado um dos fatores de risco mais importante para a propagação da doença.
Em um ambiente saudável, esses animais precisam desenvolver um equilíbrio entre a colonização do agente e a imunidade específica para que não desenvolva a doença. No entanto, quando esse equilíbrio muda, a tendência é que o H. parasuis se multiplique e provoque o distúrbio. Fatores como temperatura ambiente instável, ventilação imprópria no local, desmame prematuro, imunidade específica insuficiente do suíno, presença de outros agentes ou de uma cepa virulenta de H. parasuis, são capazes de causar esse desequilíbrio.

## Diagnóstico
A Haemophilus parasuis está presente na microbiota normal do trato respiratório superior dos
suínos. Entretanto, esporadicamente, pode vir a manifestar-se como a doença de Glasser, 
desencadeando Poliserosite, Leptomeningite e até Poliartrite em leitões entre duas e quatro semanas de idade e os sinais clínicos desenvolvem-se de dois a sete dias. Portanto, o diagnóstico requer o isolamento e identificação da H. parasuis derivada dos fluídos das articulações, do sangue vindo do coração, do fluido cerebroespinal ou de tecidos ao exame post-mortem de suínos que faleceram recentemente.

## Procedimentos diagnósticos
As espécies de Haemophilus, por serem frágeis, necessitam seu congelamento em gelo seco e
posteriormente devem ser direcionadas ao laboratório dentro de 24 horas após a sua coleta para
que sua viabilidade seja mantida. Para o devido isolamento da bactéria, faz-se uso de ágar-chocolateou ágar-sangue, estes inoculados com uma linha de semeadura de S. aureus e incubados em atmosfera úmida com 5 a 10% CO2 a 37°C por dois ou três dias. Além disso, existem alguns critérios para a identificação dos isolados, como por exemplo, requerimento dos fatores X e V (o crescimentoé melhorado em sua presença), reações bioquímicas, reações da catalase e da oxidase e também pela utilização de carboidratos.